# 中華民國—敘利亞關係
中華民國與阿拉伯敘利亞共和國無官方外交關係，目前也沒有在對方首都互設具大使館功能的代表機構。對敘利亞的相關事務由駐約旦臺北經濟文化辦事處兼轄。

## 政治

### 外交

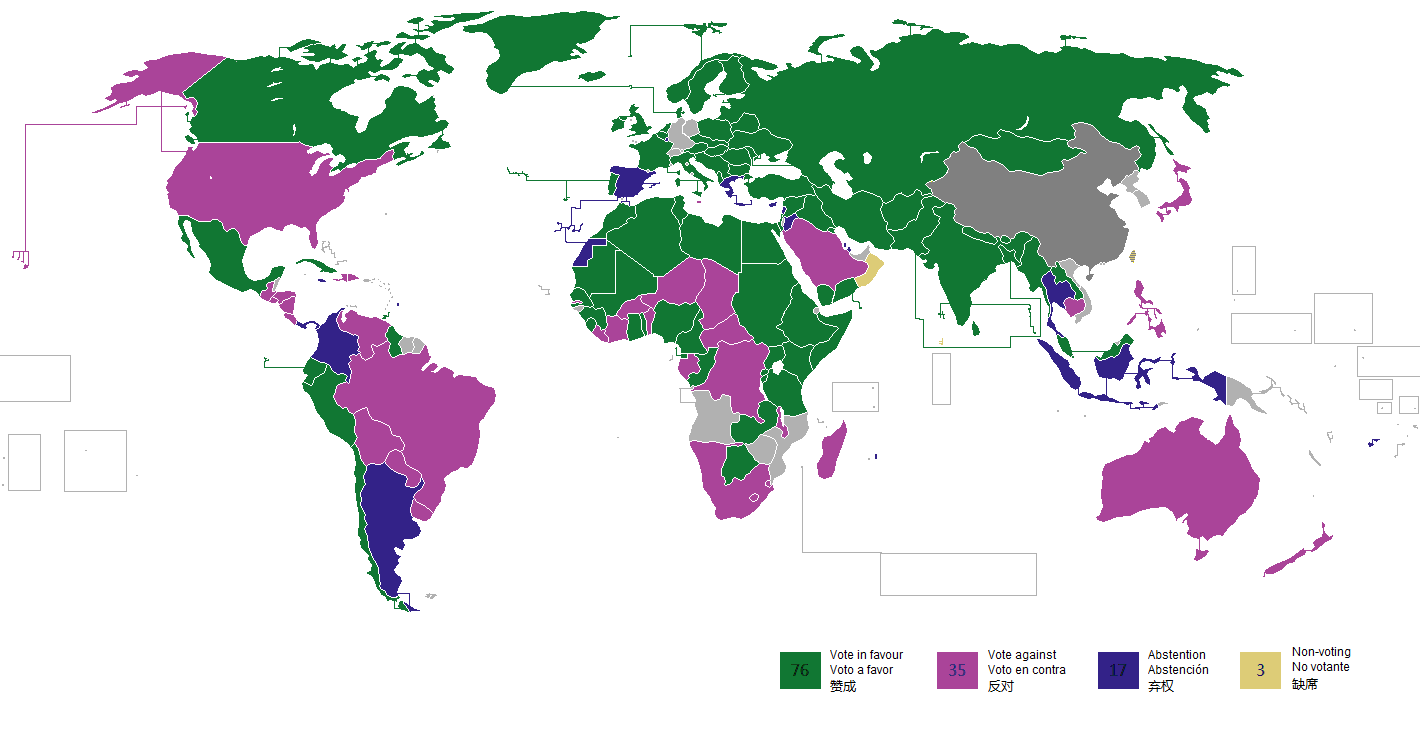
綠色國家表示在1971年的投票中反對中華民國續留聯合國，即《聯合國大會2758號決議》，其中包括敘利亞。

1949年，中華民國政府遷台後，因國際冷戰情勢與地緣政治的影響，與敘利亞的官方交流甚少。
1971年10月25日，第26屆聯合國大會就敘利亞等23國所提出的「恢復中華人民共和國在聯合國的合法權利」議案進行表決。最終以76票贊成、35票反對、17票棄權的結果通過。根據《聯合國憲章》和聯合國大會議事規則，提案通過即成為正式決議，是為《聯合國大會2758號決議》。中華民國、馬爾地夫、阿曼等3國未投票。代表中國正統的中華民國政府，以外交部長周書楷為代表，在表決之前數小時，於大會上主動宣布退出聯合國。日後，中華民國政府將此決議稱為「排我納匪案」。
2018年4月14日，美國聯合英國、法國空襲敘利亞境內化武設施，中華民國外交部發言人李憲章表示，強烈反對並譴責任何政府以化學武器等大規模殺傷性武器傷害無辜平民，支持國際社會採取必要制裁行動。

## 經濟

### 貿易
在敘利亞內戰發生之前，中華民國對外貿易發展協會（外貿協會）與各同業公會邀集台商常前往敘利亞參展，爭取商機，
但內戰發生後至今，趨於沉寂。
| 年分 | 貿易總額   | 貿易總額 | 貿易總額 | 出口至敘利亞 | 出口至敘利亞 | 出口至敘利亞 | 自敘利亞進口 | 自敘利亞進口 | 自敘利亞進口 | 順逆差 |
| 年分 | 金額       | 年增減   | 排名     | 金額         | 年增減       | 排名         | 金額         | 年增減       | 排名         | 順逆差 |
| ---- | ---------- | -------- | -------- | ------------ | ------------ | ------------ | ------------ | ------------ | ------------ | ------ |
| 2017 | 33,202,376 | ▲31.7%   | 115      | 32,562,553   | ▲30.7%       | 95           | 639,823      | ▲106.3%      | 164          | 順差▲  |
| 2018 | 41,857,241 | ▲26.1%   | 105      | 41,674,974   | ▲28.0%       | 92           | 182,267      | ▼71.5%       | 185          | 順差▲  |
| 2019 | 43,271,686 | ▲3.4%    | 106      | 43,089,657   | ▲3.4%        | 88           | 182,029      | ▼0.1%        | 183          | 順差▲  |
| 2020 | 24,116,172 | ▼44.3%   | 120      | 23,943,071   | ▼44.4%       | 103          | 173,101      | ▼4.9%        | 177          | 順差▼  |
| 2021 | 10,483,320 | ▼56.5%   | 147      | 10,374,098   | ▼56.7%       | 124          | 109,222      | ▼36.9%       | 188          | 順差▼  |
| 2022 | 4,858,454  | ▼53.7%   | 168      | 4,776,801    | ▼54.0%       | 151          | 81,653       | ▼25.2%       | 187          | 順差▼  |
| 2023 | 6,043,801  | ▲24.4%   | 158      | 5,887,018    | ▲23.2%       | 137          | 156,783      | ▲92.0%       | 176          | 順差▲  |
| 2024 | 4,971,020  | ▼17.8%   | 166      | 4,855,595    | ▼17.5%       | 144          | 115,425      | ▼26.4%       | 177          | 順差▼  |

2023年的兩國貿易項目如下：
出口至敘利亞的前10大項目為：纤维素及其化學衍生物；稻米；其他塑料製品與特定材料制成品；苯乙烯之聚合物；合成纖維絲紗梭織物；锡條、桿、型材與線；車輛之零件與附件；新橡膠氣胎；橡膠或塑膠加工機或以此類原料製造產品之機械；手工具、各種修樹剪刀、镰刀、秣刀等。
自敘利亞進口的項目為：肥皂、有機表面活性剂產品與調製品；其他活動物；特殊物品，含進口未超過5萬新臺幣之小額報單與其他零星物品；鮮葡萄酒、葡萄醪；印刷机、打印机、复印机與傳真機；美容或化粧用品與保養品；機動車輛所用之零件與附件等。

### 投資
根據中華民國經濟部投資審議司統計，截至2023年6月，臺商在敘利亞無投資紀錄；敘利亞赴臺灣總投資金額約131萬美元，計有19件。

## 交流

### 援助
2016年，由中華民國外交部捐款成立的非營利組織「臺灣－雷伊漢勒世界公民中心」，在2020年建成難民庇護中心後，服務對象為敘利亞內戰難民與當地土耳其居民，服務內容包含教育，婦女創業與其它社會福利。
2023年2月6日，敘利亞與土耳其發生大地震，中華民國政府開設捐款帳戶，其中透過美國非營利組織「美慈組織」捐款500萬美元協助敘利亞災民。

## 簽證

持中華民國護照的中華民國國民簽證要求分布圖：入境敘利亞可以電子簽證。

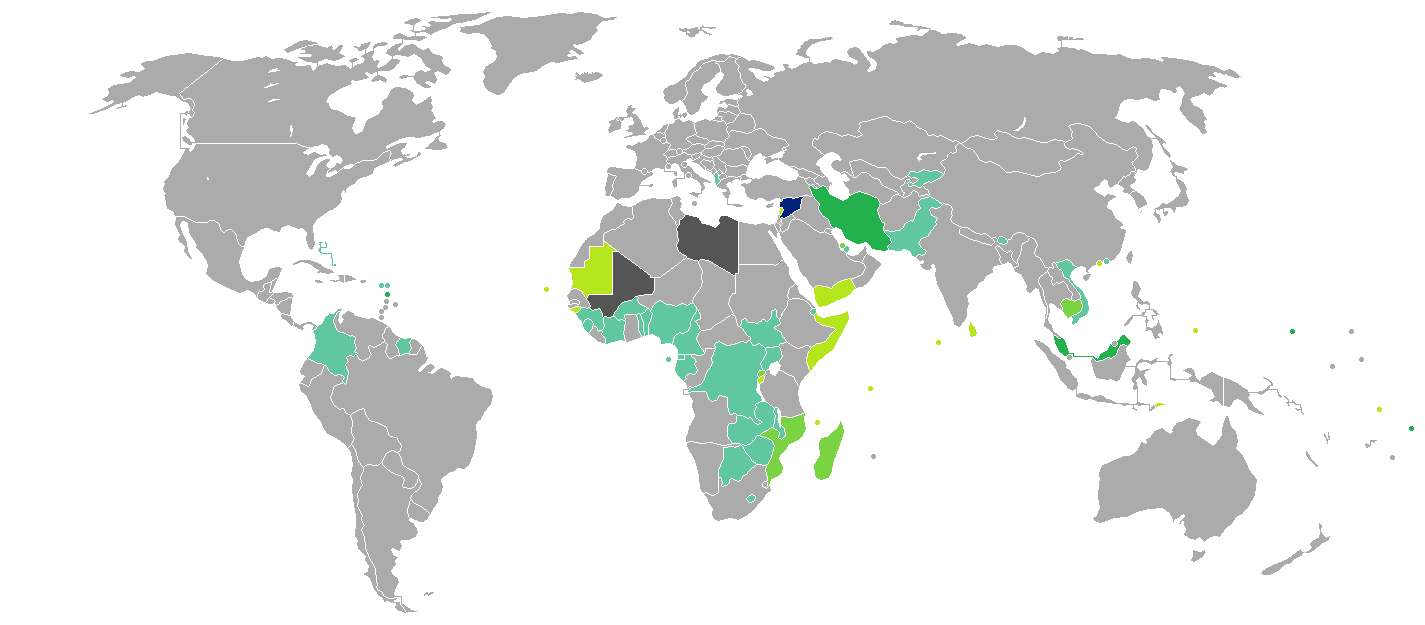
持敘利亞護照的敘利亞人口簽證要求分布圖：入境中華民國需要簽證。

兩國國民皆須申請簽證方可入境對方國家。持中華民國護照的中華民國國民可以電子簽證的方式入境敘利亞，需有該國境內之保證人申請簽證許可，觀光停留最多15天。護照上不得有以色列入出境紀錄或簽證，否則無法入境。有鑑於敘利亞整體安全情勢嚴峻，仍屬「紅色警示」國家，中華民國外交部建議避免前往。
持敘利亞護照的敘利亞國民抵台參加由中央政府機關主辦、協辦或贊助之國際會議、運動賽事、商展或其他活動，亦可以電子簽證入境中華民國，停留最多30天並不得延期。

## 交通

### 航空

#### 客運
兩國無直航班機，可經由（截至2023年6月26日）：
- 臺北→杜拜，再轉機前往敘利亞的國際機場（英语：List of airports in Syria）。

## 外部連結
- 中華民國外交部－敘利亞阿拉伯共和國簡介 （页面存档备份，存于）
- 駐約旦臺北經濟文化辦事處
- 外交部領事事務局－國外旅遊警示分級表
- 中華民國衛生福利部－國際旅遊疫情建議等級
- 中華民國國際經濟合作協會 （页面存档备份，存于）